# Peter Johansson (konstnär)

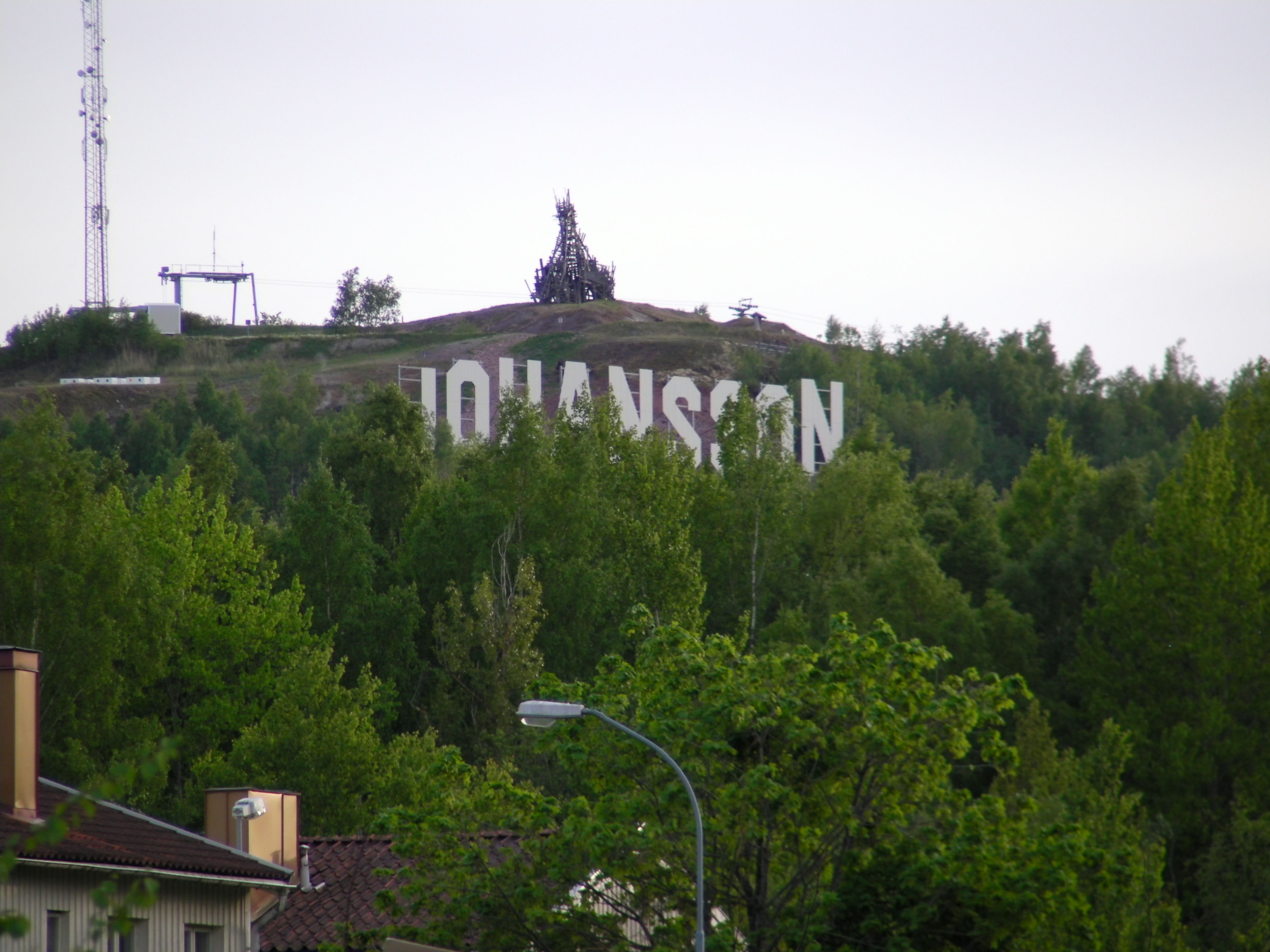
Utan titel på Konst på Hög

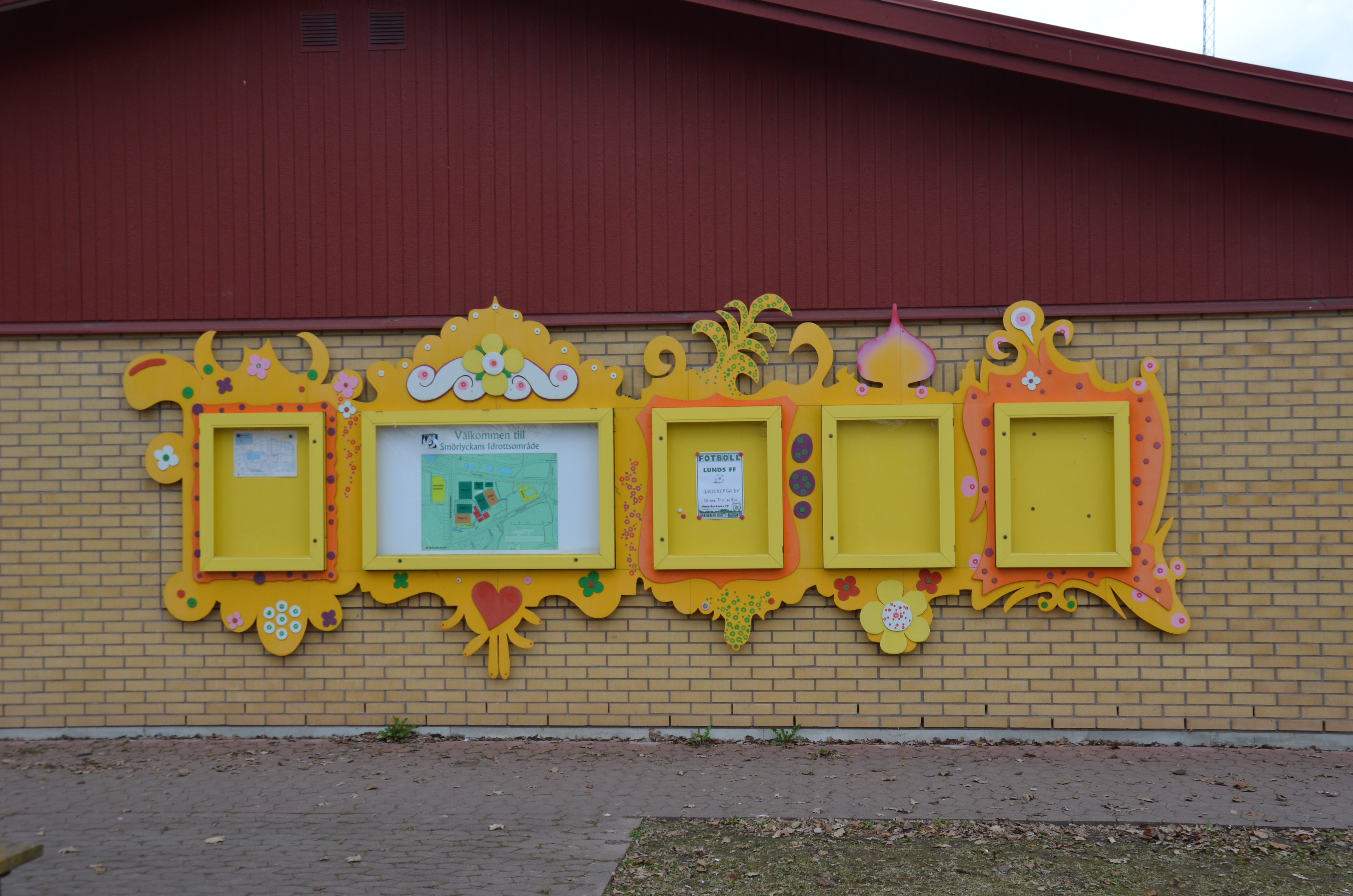
Anslagstavla på Smörlyckans idrottsplats i Lund

Bo Peter Gunnar Johansson, född 15 juli 1964 i Sälen, är en svensk skulptör, filmskapare och författare.

## Biografi
Peter Johansson är son till Gunnar Johansson, som var kyrkomålare. Han utbildade sig på Sörängens folkhögskola i Nässjö 1983–1985, Konstfack i Stockholm 1986–1987, Hovedskous konstskola 1987–1988 och Kungliga Konsthögskolan i Stockholm 1988-1993 samt som "Artist in Residence" på  galleriet ACME London 2000–2001.
Peter Johansson arbetar även i konstnärsduon Peter Johansson/Barbro Westling. Denna utsågs i januari 2016 att konstnärligt gestalta en av de planerade nya tunnelbanestationerna i Stockholm. Johansson finns representerad vid Moderna museet Stockholm, Malmö konstmuseum, Dalarnas museum Falun, Norrköpings museum, Östergötlands museum, Göteborgs konstmuseum, Konstmuseet i Skövde och Röhsska museet.
Peter Johansson har sedan 1990 publicerat mer än 35 böcker, bland annat; 
- Souvenir 2023
- Peter Picasso, 2023
- Assint, 1990
- Pekbok, 1990

## Offentliga konstverk i urval
- Rent hus, trä, 2002, Vendelsömalmsvägen/Henriksbergsvägen i Haninge kommun
- Utan titel på Konst på Hög 2006
- Gran Tour, 2014, Stockholmsmässan, Älvsjö (tillsammans med Barbro Westling)
- Anlagstavla, Smörlyckans idrottsplats i Lund, trä
- Sörmlandstrissorna, 2018, Sörmlands museum, Nyköping
- Familjeterapi, 2019, Kivik Art Centre
- Figurinerna, 2020, Is- och evenemangsarenan, Gällivare
- Pippin, 2021, Kungsfiskareskolan, Klippan
- Kungsätermadonnan, 2021, Kungsäter rododendronpark, Varberg
- Ping Pong, 2021, Kungsängens bordtennisarena
- Uppstuds, 2024, Wasa Arena, Linköping
- Holiday on Ice, 2024, Nolhaga ishall, Alingsås
- Jomen och Nämen, två rondellskulpturer 2025, Skellefteå